# Rejstówka
Rejstówka (lit. Reistiniai) − wieś na Litwie, w okręgu wileńskim, w rejonie solecznickim, w starostwie Dziewieniszki. W 2011 roku liczyła 5 mieszkańców.
Dawniej używana nazwa Rejstrówka Szadziuńska.

## Historia
W czasach zaborów zaścianek w gminie Dziewieniszki, w powiecie oszmiańskim, w guberni wileńskiej Imperium Rosyjskiego. Pod koniec XIX wieku liczył 15 mieszkańców.
W latach 1921–1945 wieś leżała w Polsce, w województwie wileńskim, w powiecie oszmiańskim, w gminie Dziewieniszki.
W 1931 w 3 domach zamieszkiwało 14 osób.
Wierni należeli do parafii rzymskokatolickiej w Dziewieniszkach. Miejscowość podlegała pod Sąd Grodzki w Holszanach i Okręgowy w Wilnie; właściwy urząd pocztowy mieścił się w Dziewieniszkach.